# Ващук Тарас Васильович
Тарас Васильович Ващук (нар. 8 червня 1947, с. Нагірянка нині Чортківського району Тернопільської області) — український художник, працює та проживає у Бучачі.

## Життєпис
Навчався у Нагірянській початковій та в Ягільницькій середніх школах. Відвідував художню студію при палаці піонерів у Чорткові. 1962 року вступив до Косівського училища прикладного та декоративного мистецтва на відділ художньої кераміки.
Живопису навчався в Аїди Сидоренко та Юрія Касьяненка. Закінчив училище 1967 року, тоді ж почав строкову службу в Закавказькому військовому окрузі. Був художником-оформлювачем у різних частинах округу. У цей період відвідував художню студію у Тбілісі, та студію живопису і скульптури в Ленінакані (нині Гюмрі, Вірменія).
У 1970—2000 роках — викладач Бучацької дитячої художньої школи.
Деякий час проживав у Сан-Франциско, згодом повернувся до України.

## Творчість
1971 — бере участь в обласних, республіканських та всесоюзних виставках. Багато років працював у Бучацькому філіалі Тернопільського художнього виробничого комбінату  художником-оформлювачем.
Художні твори знаходяться в приватних збірках і колекціях України та багатьох країнах світу (Канада, США, Польща, Ізраїль, Німеччина, Швеція, Англія).
Персональні виставки у містах Бучач (1997), Сан-Франциско (2001, 2004; США).
Портрет Шептицького закупили для консульства США в Каліфорнії.